# Església de fusta de Vang

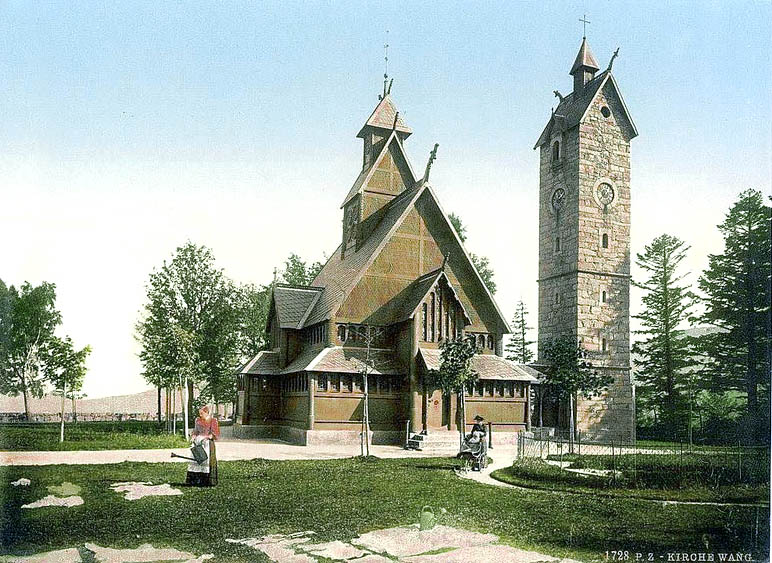
l'església de fusta de Vang, en una postal de 1900.

L'església de fusta de Vang (noruec: Vang stavkirke, polonès: Świątynia Wang, alemany: Stabkirche Wang) és una stavkirke originalment construïda a Vang, a la regió de Valdres, Noruega, cap a l'any 1200. Actualment es localitza a Karpacz, Polònia, després d'haver estat traslladada al segle xix a aquesta localitat, llavors part de Prússia.
Encara que l'església actual conserva part de la fusta original, és en gran manera una obra reconstruïda i remodelada, amb alguns elements extravagants del segle xix.
És actualment una església luterana, i també una important atracció turística de la regió.

## Història
Segons la tradició, l'església va ser traslladada a Vang des d'una altra localitat en algun moment. Diversos investigadors recolzen la tesi que l'església havia estat àmpliament remodelada durant l'edat mitjana, encara que potser en una data tan llunyana com 1600. L'investigador Arne Berg ha conclòs que el temple al principi va tenir grans similituds amb el tipus de stavkirke de la regió de Sogn, amb una nau que consistia d'una sala de sostre elevat i un deambulatori envoltant a aquella. Amb la primera reconstrucció es va perdre l'escalonament del sostre de la nau, i el nou sostre va ser comú tant per a la sala central com pel deambulatori, encara que van romandre els pals centrals originals, ja sense funció de suport. Berg data l'església en una data propera a l'any 1200, el que coincideix amb la data inscrita en el capitell.
L'investigador Arne Berg ha conclòs que l'església va ser construïda cap a l'any 1200 i en algun moment va ser reconstruïda, probablement des de l'edat mitjana, però potser en una data bastant més tardana, propera a l'any 1600.
Des de 1832, el govern local va planejar la demolició de la vella stavkirke, ja que resultava massa petita i ruïnosa per a l'època, i ser substituïda per un nou temple de pedra. El cèlebre pintor Johan Christian Dahl, qui valorava a les stavkirke com a monuments històrics, fou un fort defensor de l'església de Vang. No obstant això, l'any 1839, quan el pintor va tornar a Vang, ja s'havia aixecat la nova església a un costat de la stavkirke, i la demolició d'aquesta semblava imminent.
JC Dahl va iniciar llavors la defensa a ultrança de l'església de fusta. Va proposar desmuntar-la i reconstruir-la com a capella real al parc del Palau Reial de Cristiania, o com una església museu en les rodalies del Saló de Haakon IV a Bergen. Cap d'aquestes dues propostes va tenir èxit. El comte Herman Wedel Jarlsberg es va mostrar disposat a acceptar-la en la seva propietat de Bogstad, però va morir sense haver conclòs els seus plans.
Dahl no va trobar una altra opció que comprar l'església pels seus propis mitjans. En una subhasta el 18 de gener de 1841, representat en la licitació pel rector de Vang, el pintor va poder obtenir l'adjudicació, pagant en gran part en espècie. Va rebre certes crítiques per haver adquirit un bé com a producte d'una especulació.
El rei Frederic Guillem IV de Prússia, monarca que coneixia personalment a Dahl, va acceptar, després d'intercanviar correspondència amb l'artista noruec, obtenir la propietat de l'església i pagar el seu trasllat i reconstrucció a Potsdam.
Per als mesuraments, els plànols i la direcció del desmuntat, Dahl va triar, possiblement amb el consentiment de rei prussià, al jove arquitecte alemany Franz Wilhelm Schiertz. Aquest havia realitzat ja una obra documental sobre les stavkirke noruegues, una obra pionera en el sentit de projectar un programa de conservació de tals temples. Els seus dibuixos i el seu catàleg de les peces de l'església de Vang són avui un important llegat que permet conèixer l'aspecte de l'església abans de ser traslladada a Alemanya. Totes les peces van ser marcades i empacades per al seu transport. Al setembre, la fusta es va embarcar a Laerdalsøyri, on una galera noruega es va encarregar de portar-la per mar fins a Stettin, en un viatge que va durar dos mesos.
Al novembre l'església va arribar a Stettin. Aquí, es va transbordar i per via fluvial va ser conduïda a Berlín. La idea original d'aixecar-la a Potsdam va ser canviada finalment, possiblement per mediació de nobles que la volien a Silèsia. Així, es va decidir reconstruir la stavkirke en aquesta província prussiana, en les rodalies d'un palau real a les muntanyes de Riesenbirge. La ciutat més propera a aquest lloc era la ciutat de Krummhübel (actualment Karpacz). El solar va ser cedit pel comte Christian Leopold von Schaffgotsch.
A l'estiu de 1842 es va continuar el viatge pel riu Óder, riu amunt fins a arribar al peu de les muntanyes. Des d'aquí es va prosseguir a cavall.
Les obres per aixecar l'església van iniciar-se amb la col·locació dels fonaments el 2 d'agost de 1842, amb la presència del rei Frederic Guillem. El mestre d'obres era un alemany que no coneixia l'església ni les stavkirke en general. Malgrat revisar els plànols de Schiertz, es van realitzar alguns canvis. Només es va conservar l'armadura principal, amb les soleres, els pals i els portals. Tots els taulons i el corredor exterior van ser substituïts per material nou, doncs es van considerar en males condicions.
L'església va tornar a tenir absis, però ara amb un extravagant chapitel d'inspiració barroca. El corredor i la torre central es van reconstruir i es van agregar finestres sense referència històrica. Les pintures del sostre del cor no van ser restaurades perquè els seus motius es van jutjar massa catòlics per a un temple luterà. Tot el sistema de l'armadura del sostre va ser renovat. El 15 d'octubre de 1843, dia de l'aniversari del rei, es va col·locar el capitell de la torre central amb la data “1200”. El 27 de juliol de 1844, després de dos anys de reconstrucció, va ser inaugurada oficialment, amb la presència de distingides personalitats, com el príncep Frederic dels Països Baixos.

## L'edifici
La planta consisteix en nau, un cor de menor amplària amb absis semicircular, i un corredor exterior que envolta a tots dos. La nau està dividida en sala central i deambulatori, però a diferència d'altres stavkirke, no hi ha escalonament del sostre de la nau, de manera que els pals de la sala central no tenen una relació constructiva, sinó són meres columnes divisòries. L'escalonament quàdruple de la stavkirke es produeix pel desnivell entre el sostre d'un corredor exterior, el sostre de la nau/cor/absis, i els dos cossos de la torre central.
El seu portal occidental és suntuós, i li dona nom a tot un estil de portals de stavkirke. Està format per una llinda i dos taulons que flanquegen l'entrada, amb columnes tallades en forma de màscares, amb fust i capitell. Tot el portal està saturat amb talles decoratives d'elements entrellaçats, típics de l'art viking.
Una inscripció rúnica al portal resa, segons l'investigador Magnus Olsen: Eindridi el «destre» va tallar (el portal), fill de Olav de Lo; el que aparentment proporcionaria el nom de l'artista del portal. Una altra inscripció en el marc de l'interior de la porta s'interpreta com Eindridi em va tallar per a la glòria de Sant Olaf.
La torre al costat de l'església és una construcció del segle xix. Serveix com a campanar i rellotge. Encara que construïda de pedra, el seu sostre de fusta és similar al de l'església, amb un capitell central i caps de dracs a les cantonades. Es comunica amb l'església a través del corredor.
L'interior és senzill, destacant-se les talles de fustes i capitells dels pals de la sala central de la nau, decoració similar a la del portal occidental. Sobre el costat occidental del deambulatori de la nau es va condicionar una galeria o segon pis on es troba l'òrgan del temple.

## Galeria d'imatges

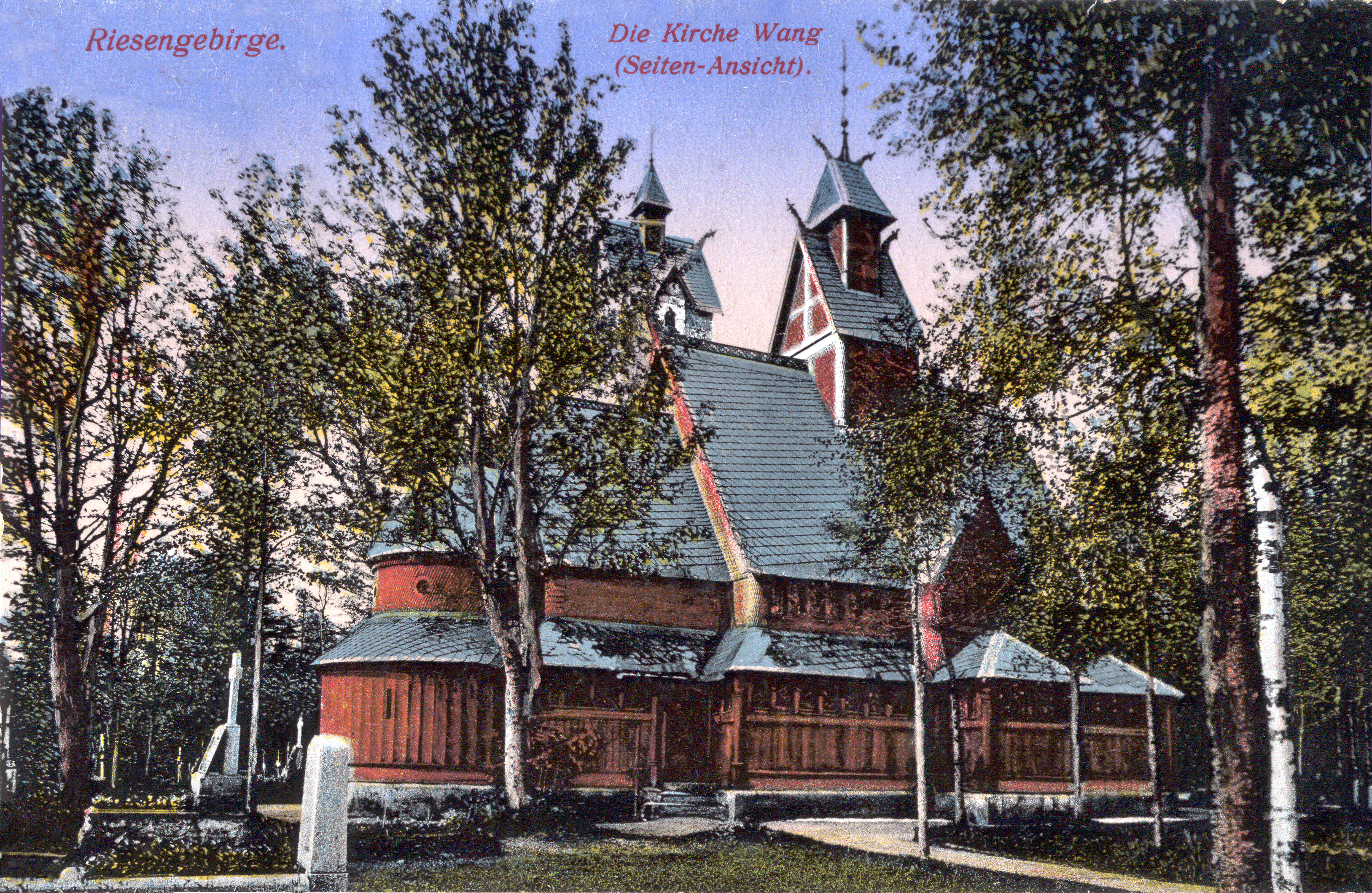
Perfil de l'església, en una postal alemanya de 1917.
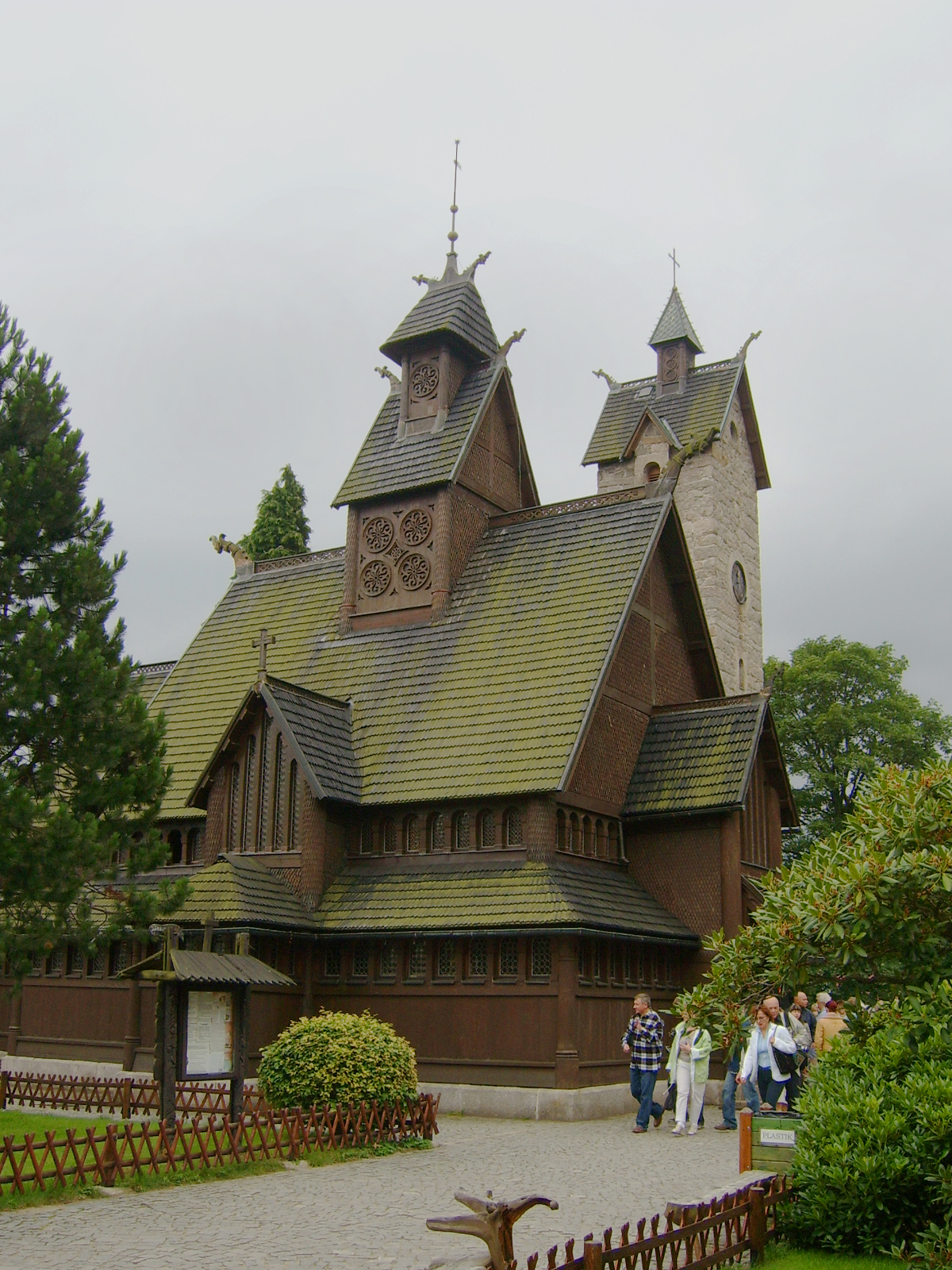
Una altra vista de l'església.
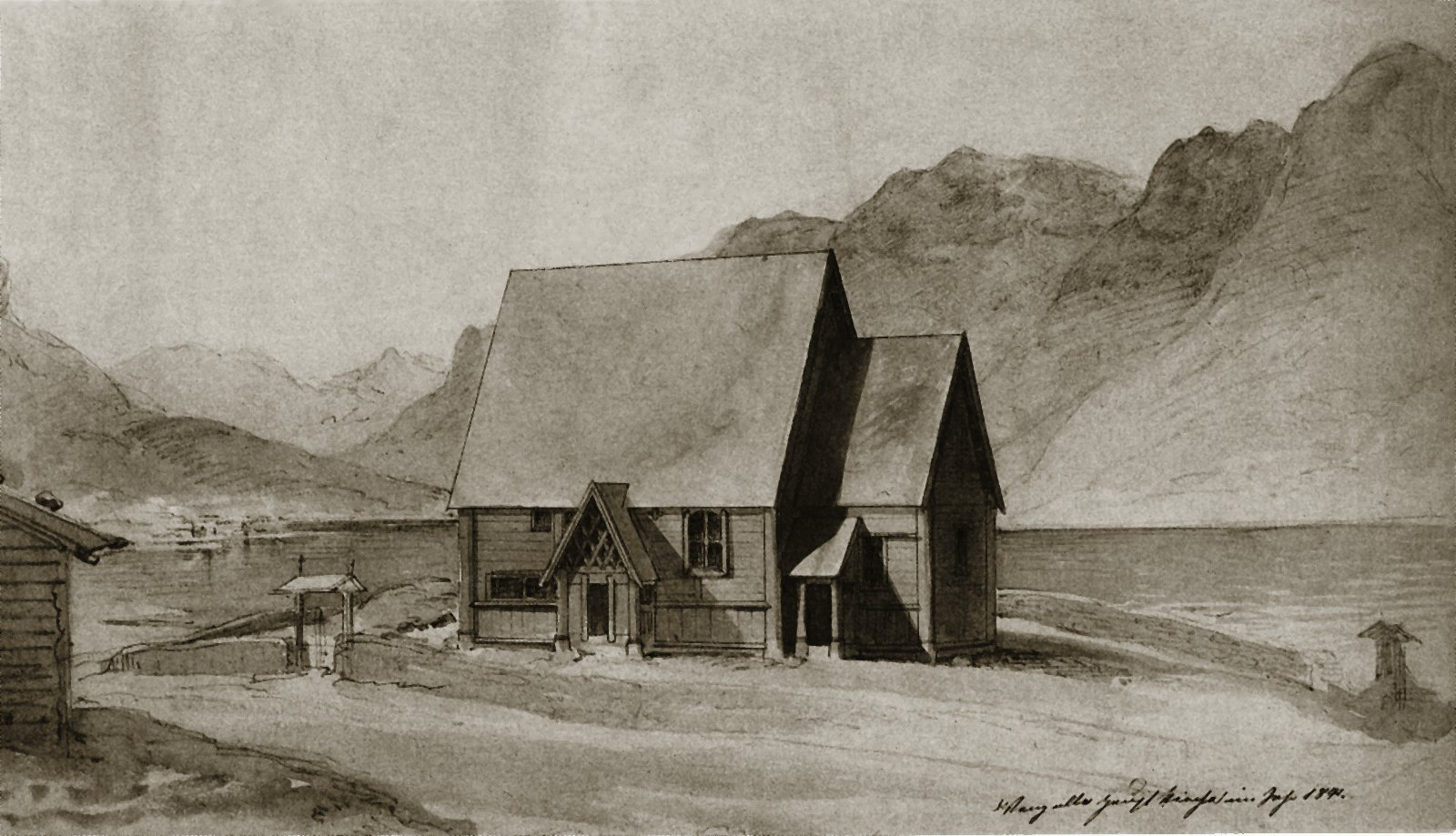
Dibuix de F.W. Schiertz (1841).
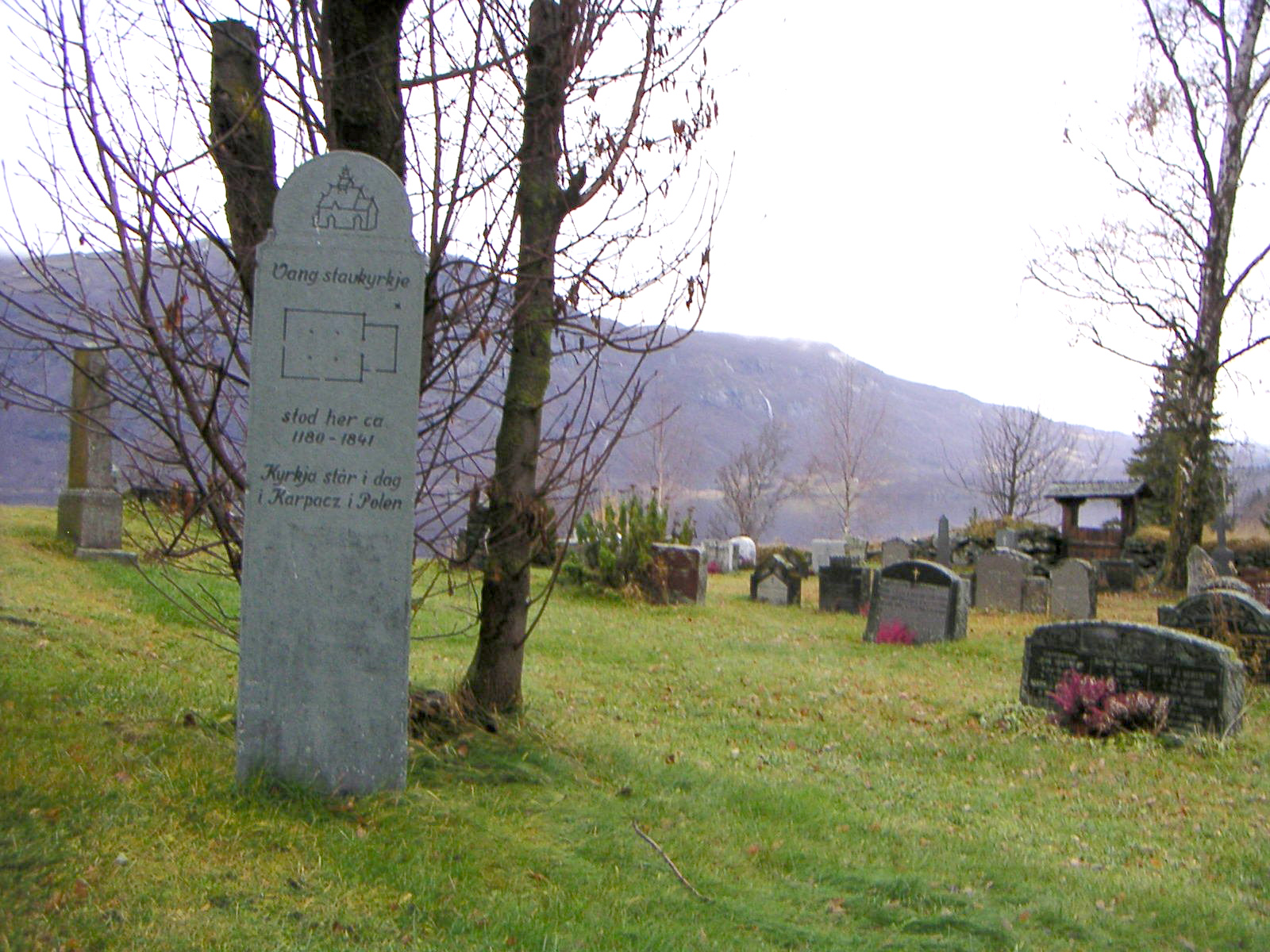
Pati i cementiri de l'església, a Noruega.
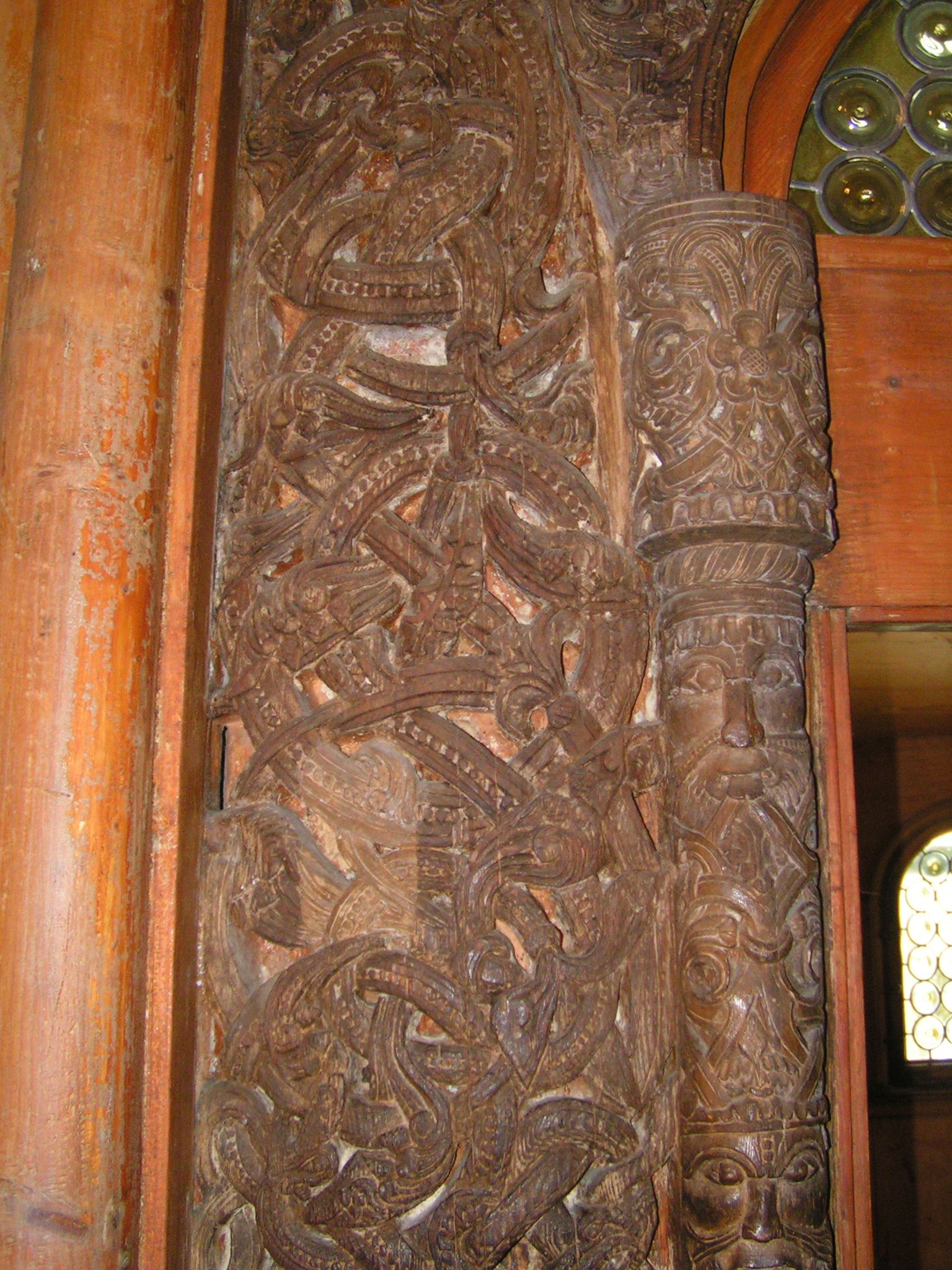
Detall del portal.
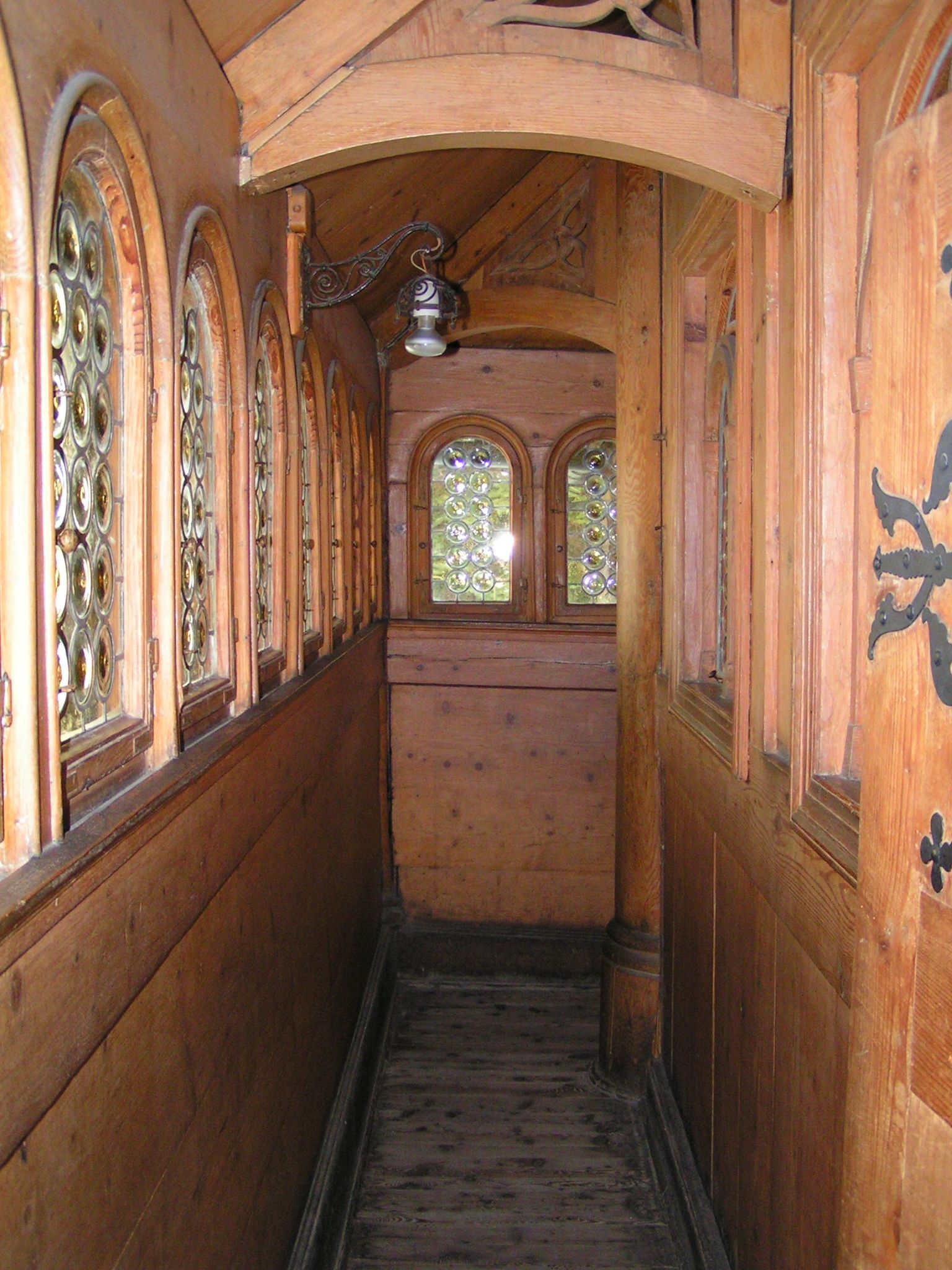
Interior del corredor que envolta a la nau i al cor.
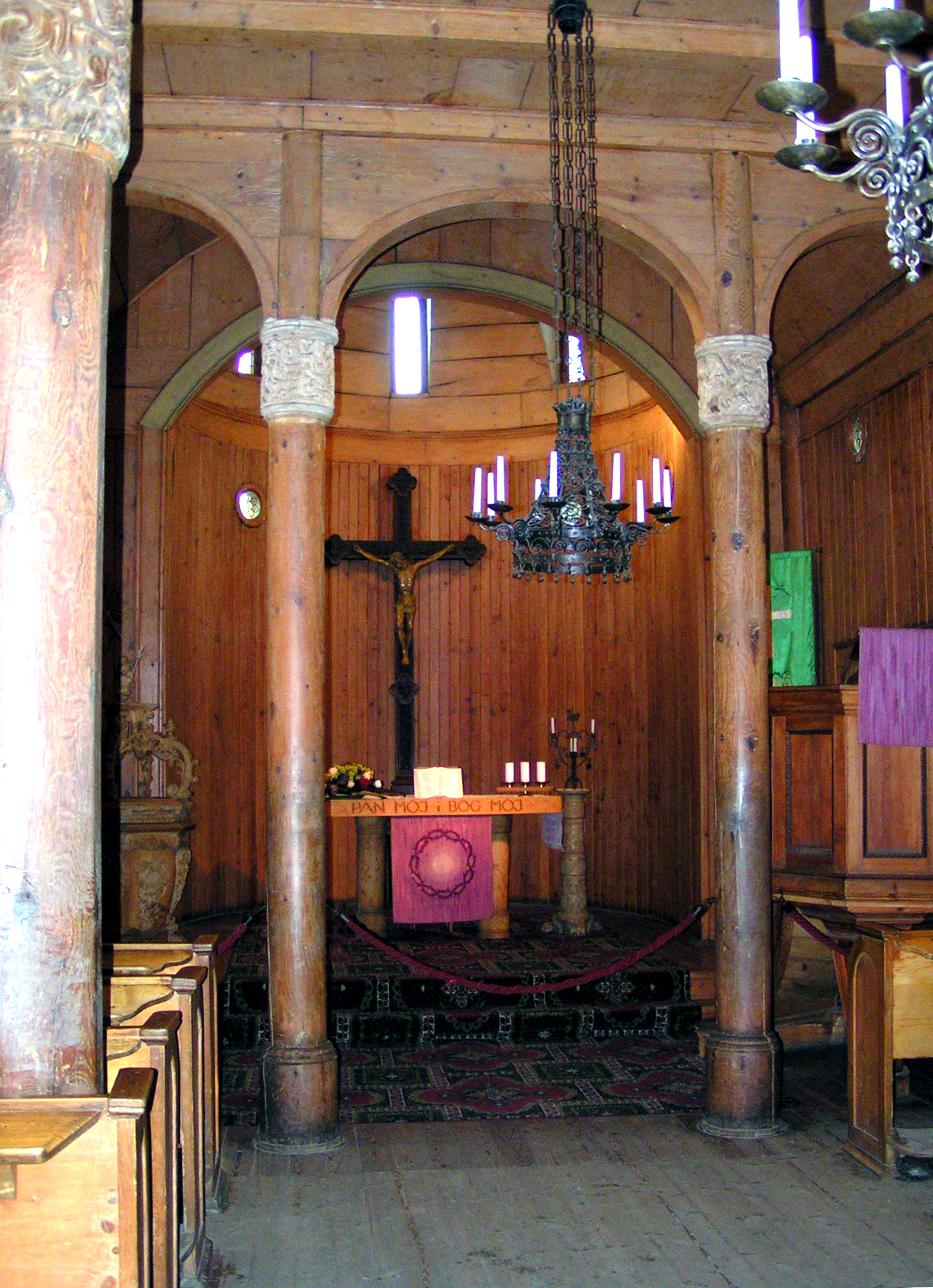
Interior, cap a l'orient.
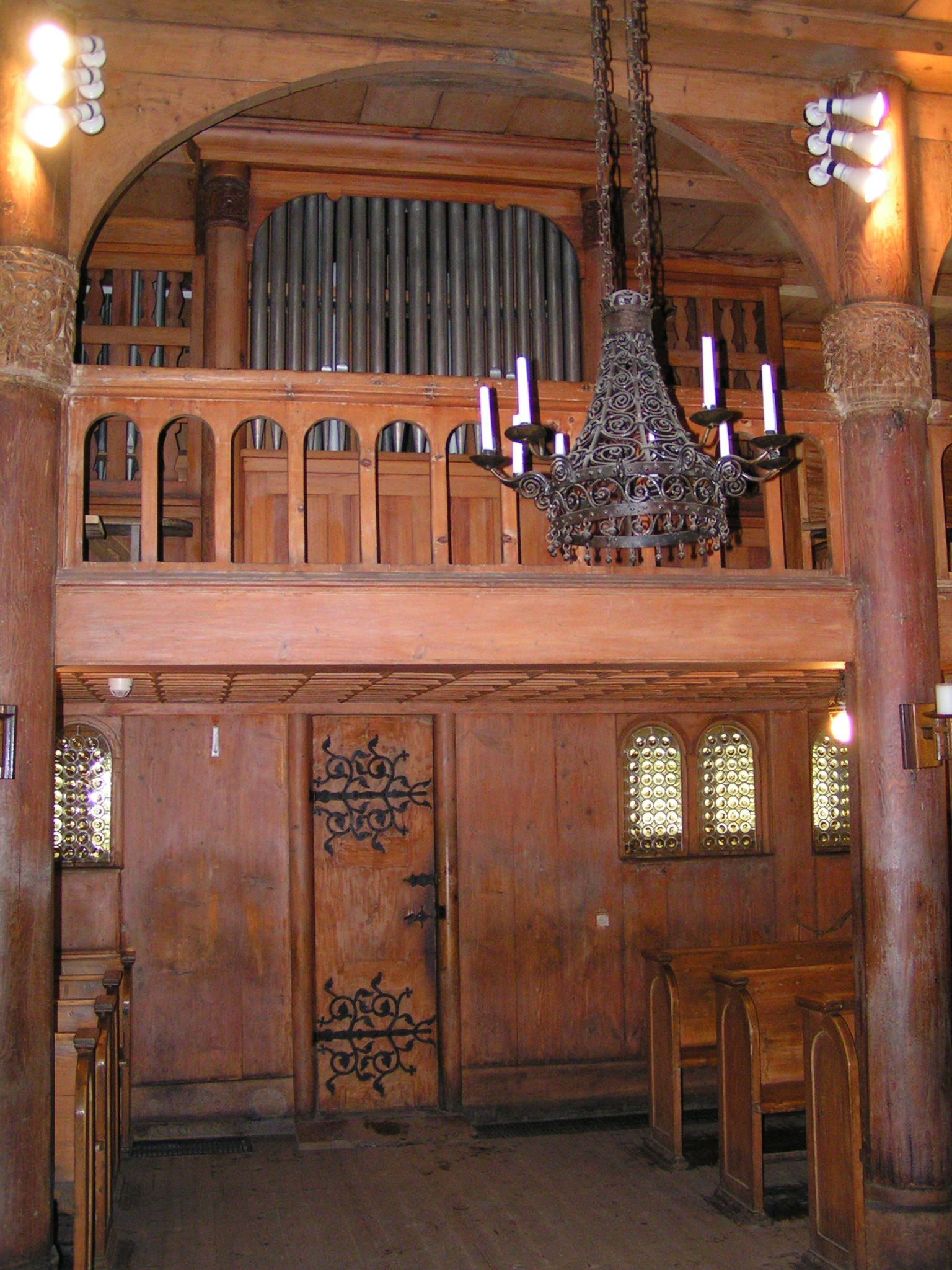
Interior, cap a l'occident.